# Четири слободе
Четири слободе (енгл. the four freedoms) су четири слободе, које је 6. јануара 1941. године, амерички председник Френклин Делано Рузвелт представио као важне у свом говору и за које он верује да би свако људско биће требало да ужива у целом свету и да има права на:
- Слободу изражавања;
- Слободу религије;
- Слободу живљења са свим првобитним потребштинама;
- Слободу живљења без страха.

Прве две слободе понављају оне утврђене у првом амандману америчког устава. Последња два, право на економску сигурност и интернационалистичка визија спољне политике, постали су камен темељац модерне америчке либералне доктрине.

## Инспирација за међународне уговоре
Атлантска повеља, декларација коју су заједно направили Рузвелт и британски премијер Винстон Черчил 14. августа 1941. године, заузима и довршава говор о четири слободе сачињене неколико месеци раније.
Концепт четири слободе такође је утицао на Повељу Уједињених нација усвојену 26. јуна 1945. године. Затим је преузета и стављена у опису Универзалне декларације о људским правима усвојеном 10. децембра 1948. године од стране Уједињених нација, инспирисаних првом дамом Еленор Рузвелт која се након смрти супруга укључила у УН.
Четири слободе такође су инспирисале заставу која је незванично представљала Уједињене нације у њеним првим данима, пре усвајања службене заставе. Четири слободе представљене су са четири вертикалне траке боје које могу бити црвене, зелене или плаве боје, раздвојене белим тракама.